# مكمورة (طعام)
المكمورة هو طبق أردني من الأكلات الشعبية القديمة والمشهورة والمعروفة في المناطق الريفية شمال الأردن، مثل الرمثا وحوارة وقرى شمال محافظة إربد.
وهذا الطبق المميز عادة ما يصنع في المناسبات والاجتماعات الأسرية ومواسم الزيت في شهر تشرين الثاني لانها تعتمد على زيت الزيتون البلدي وخاصة وهو جديد، وهو مناسب في جميع الفصول لكن يفضل الناس تناوله في فصل الشتاء بالذات لانه يعطي طاقه لكن يجب الانتباه من التعرض للبرد وخاصة منطقة البطن ويمكن ان تسبب عمليات البرد دخول المستشفى بسبب الاضرابات المعويه المصاحبة للبرد، تطبخ عن طريق الطحين البلدي واللحم مع البصل المهروس وزيت الزيتون، على شكل طبقات كثيرة. توجد طبخات مشابهة للمكمورة مثل مطابقة والتي تعمل بالصواني ومسخن التي تعمل على شكل طبقات دون الطحين.

## التحضير
ان تحضير المكمورة يمر بعدة مراحل:
- الدجاج: يسلق الدجاج مع ورق غار، ملح، فلفل

تحضير العجين
تخلط الدقيق مع الملح، السمسم، حبة البركة، الشومر ودون خميره وبالنهاية يضاف قليلا من الزيت كي لا تلتصق العجينه. ثم تكور العجين إلى كرات متقاربه الحجم هذه الكميه ويترك العجين يرتاح قدر الإمكان وليس اقل من نصف ساعة.
تحضير البصل
في مقلاة على النار، يقلى البصل والزيت حتى يذبل قليلا، يضاف مرق سلق الدجاج. ويضاف السماق الاحمر لاعطاء طعم ولون للبصل
الاعداد

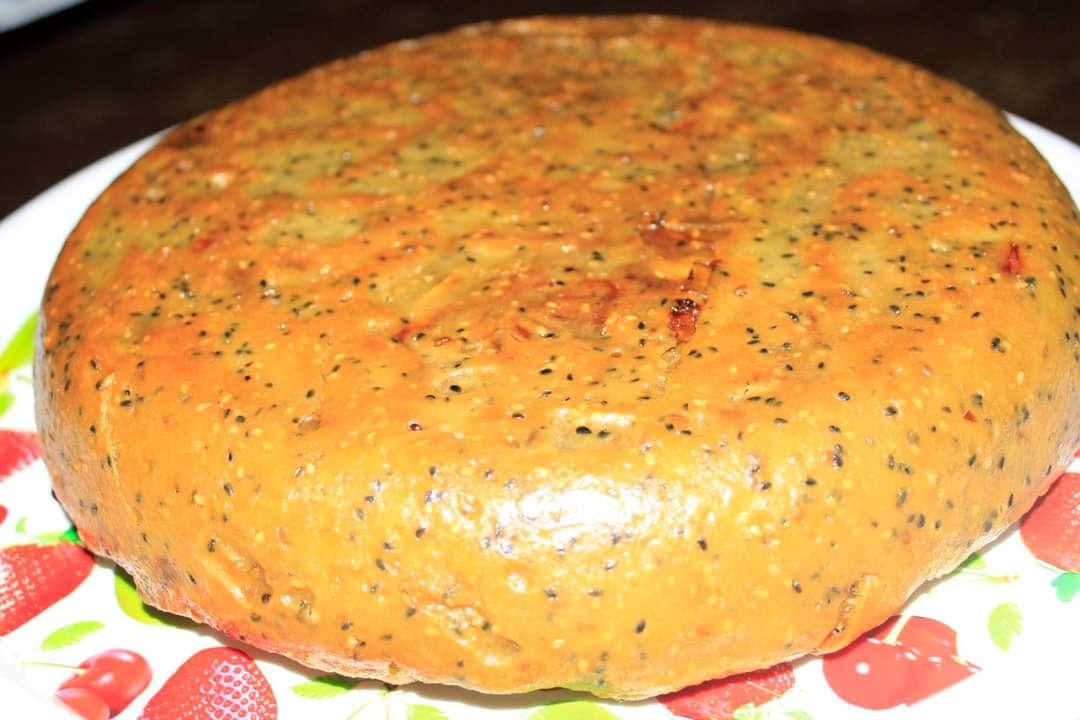
مكمورة

تفرد بالشوبك العجين بصينيه فرن مستديره ثم يوضع كميه من البصل والدجاج ثم تفرد طبقة عجين أخرى، هكذا بالتناوب بين العجين المرقوق والبصل المطهو إلى ان تنتهي الطبقات، تغطى جميع الطبقات باخر كرة عجين كبيرة، ويوضع على الوجه بعض الزيت لتكسب لونا جميلا. ثم تغطى الصينية بالقصدير ثم تدخل إلى الفرن على حرارة في البداية 180 وبعد نصف ساعه 160، قبل النضج بقليل يزال القصدير ليكتسب لونا جميلا.

## وصلات خارجية
- طريقة طبخ الأكلات الأردنية من موقع كفركيفيا